# Nova Glória
Nova Glória is een gemeente in de Braziliaanse deelstaat Goiás. De gemeente telt 8.632 inwoners (schatting 2009).